# 아마티야
아마티야(산스크리트어: अमात्य)는 산스크리트어로 의원이나 장관을 의미하는 단어로, 오늘날 인도와 네팔의 성씨로 사용되고 있다.